# 杜振新
杜振新（1967年—），山东济宁人，汉族，中华人民共和国政治人物、第十二届全国人民代表大会山东地区代表。
辰欣药业董事长
毕业于新疆大学化学专业。加入中国共产党。2013年，担任全国人大代表。2018年2月24日，当选为第十三届全国人大代表。